# Ehrich&Graetz
Ehrich&Graetz was een producent van huishoudelijke artikelen uit Berlijn. Aanvankelijk vooral gericht op petroleum toepassingen maar met de opkomst van elektriciteit gaandeweg steeds meer gericht op consumentenelektronica zoals radio's en televisies. Het bedrijf was een voortzetting van het door de meesterloodgieter Albert Graetz (1831-1901) in 1859 opgerichte werkplaats voor  petroleumlampen aan de Dresdener Straße in Berlin-Kreuzberg. Samen met Emil Ehrich als investeerder richten zij op 2 januari 1866 het bedrijf Ehrich & Graetz OHG ( Vennootschap onder firma) aan de Lausitzer Strasse 31.    Het beeldmerk van de firma bestaat uit twee zeepaardjes met in het midden een zon en de firma initialen EG. 

## Geschiedenis
Aanvankelijk worden er (olie)lampen, branders en kooktoestellen voor vloeibare en gasvormige brandstoffen (kerosine, spiritus en stadsgas) geproduceerd.
Na het overlijden van Emil Ehrich in 1897 wordt de firma geleid door Alberts zonen, Max Graetz en Adolf Graetz.
Het bedrijf groeit snel en van 1897 tot 1899 wordt een 6 hectare groot fabriekscomplex gebouwd aan de Elsenstraße 90-94 te Berlijn  Treptow. Deze fabriek wordt in 1899 in gebruik genomen met aanvankelijk 100 medewerkers wat in datzelfde jaar groeit to 1000 medewerkers.  Een tekening van dit gebouw en adres werden ook vaak prominent vermeld op brochures, handleidingen, reclame uitingen en andere documenten. Een klein gedeelte van de gebouwen bestaat nog steeds in 2024 en heeft als huisnummer 87/96. 
Het bedrijf heeft dan ook vestigingen in onder andere Verenigde Staten, Frankrijk, Engeland en Bombay.
In 1907 wordt de Liststraße hernoemd naar Graetzstraße. Deze straat staat haaks op de Elsenstraße en leidt naar het bedrijven complex. Tegenwoordig heet deze straat Karl-Kunger-Straße. 
In 1908 wordt begonnen met de productie van elektrische  gloeilampen onder de merknaam Esso.

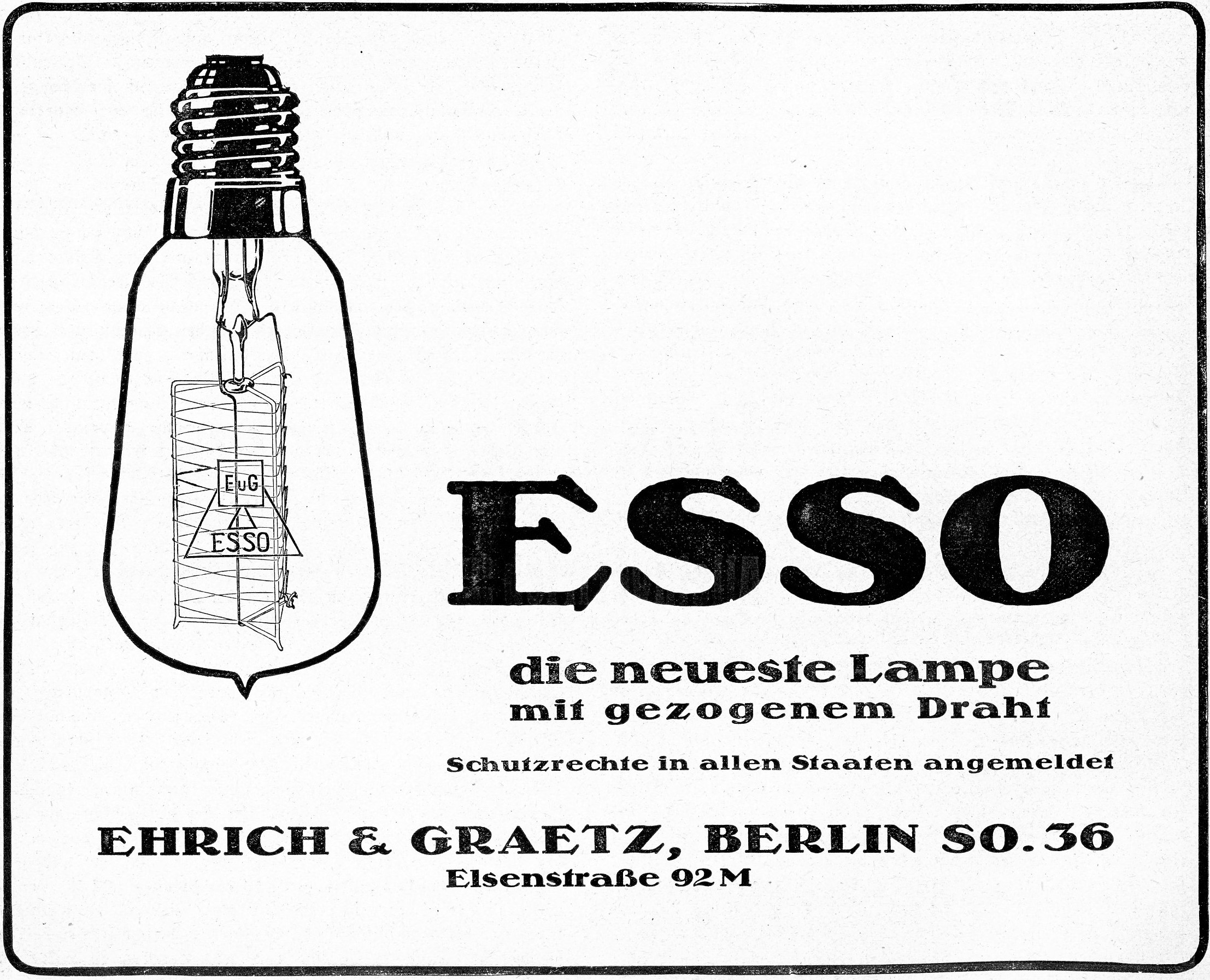
Advertentie van Ehrich & Graetz uit 1913

Vanaf 1910 wordt de merknaam Petromax gebruikt voor petroleum vergasser lampen met een  gloeikous. Rond 1910-1916 wordt door Max Graetz de draagbare Petromax-lantaren ontwikkeld. Een aanvraag tot patent (DEDE365530) hierop wordt ingediend op 4 april 1921. Deze lantaarn maakt dat Petromax zal uitgroeien tot het bekendste merk van het bedrijf. 
In 1913 wordt begonnen met het maken van elektrische apparaten zoals strijkbouten, water kokers, elektrische kachels, elektrische kookplaten, koffie percolators etc. Dit wordt gedaan onder de merknaam Graetzor.  
Tijdens de Eerste Wereldoorlog (1914-1918) krijgt het bedrijf het aanvankelijk moeilijk doordat veel werknemers en ook een aantal leden van de familie Graetz mee vechten in de oorlog. Het bedrijf wordt omgebouwd om spullen voor het leger te produceren. Dit betrof o.a. ook munitie. E&G stempelingen zijn terug te vinden op 7.92×57mm Mauser  patronen, patroonhouders voor deze  Mauser munitie, ontstekers voor  artilleriegranaten,  en lichtkogel patronen voor het Hebel Model 1894 seinpistool. Een ander typisch product uit deze oorlogsjaren in de Kriegslichtbrenner (Oorlogslicht brander). Dit was een olielamp met een gloeimantel welke op brandspiritus werkte. De lamp was zo gemaakt dat hij op bestaande olie reservoirs van petroleum lampen gedraaid kon worden. Zo konden mensen zelf hun petroleum lampen ombouwen tot spiritus gloei lampen. Dit werd gedaan vanwege de door import blokkades ontstane tekorten aan petroleum. De lamp was een initiatief van de overheid en werd bij meerdere lampen fabrieken geproduceerd. O.a. ook bij  Hugo Schneider AG en Hirschhorn AG.    
Rond 1925 worden ook radio's en andere elektrische apparaten geproduceerd onder onder andere de naam Graetzor.
In 1928 neemt Fritz Graetz, zoon van Max, de leiding van de firma over.
In de jaren 30 beginnen de zoons van Max, Erich en Fritz met de productie van radiotoestellen en luidsprekers. Tien jaar later werken in de fabrieken in Berlijn, Rochlitz en Bregenz 5000 werknemers. Ehrich & Graetz was een van de producenten van de Volksempfänger. Een door het  Nazi regime ontworpen serie goedkope radiotoestellen voor het grote publiek.   
In de Tweede Wereldoorlog draait de firma, net zoals in de Eerste Wereldoorlog, mee in de oorlogsindustrie. Met name door de inzet van  dwangarbeiders in het kader van de Arbeitseinsatz uit onder andere Frankrijk, Rusland, en Nederland wordt een enorme omzet gehaald. Een bekende dwangarbeider die hier heeft gewerkt is de Franse schrijver François Cavanna. In 1940 richt het bedrijf een speciale Joodse afdeling op. Hier worden meer dan 500 Joodse dwangarbeiders te werk gesteld gescheiden van hun  Arische collega's. Enkele bekende joodse dwangarbeiders waren Stella Goldschlag, aanvankelijk joods slachtoffer van de  Nazi's maar later  collaborateur. De Duits-Joodse schrijfster Elisabeth Freund.  Leopold Chones, een van de mede oprichters van de Joodse verzetsgroep Chug Chaluzi.  Op 27 februari 1943 worden de Joodse dwangarbeiders door de SS afgevoerd tijdens de Fabrikaktion. Dit hoofdstuk uit de geschiedenis van het bedrijf werd van april 2004 tot december 2017 opgenomen in een tentoonstelling in het  Joods Museum Berlijn. Dit museum heeft hier ook een boek over gepubliceerd. 

Rond 1942 worden de letters in het beeldmerk van de firma gewijzigd in alleen de G van Graetz.

Eind april 1945 wordt het Berlijnse stadsdeel Treptow veroverd door het  rode leger en wordt de firma  onteigend. Aan het einde van 1945 draait de firma echter alweer provisorisch met de productie van potten, pannen en ander klein metaalwerk. Bij de latere opdeling van Berlijn in  Oost- en West-Berlijn komt het fabriekstrein aan de Elssenstrasse net in Oost Berlijn en dus in de  Russische bezetting zone te liggen. De Berlijnse muur liep door de Heidelbergerstrasse, welke de Elsenstrasse kruist, langs het terrein.  De Russen maken van vele bedrijven een Staatsbedrijf in de vorm van een zogenaamd "Volkseigener Betrieb - (VEB)". Vanaf 8 februari 1948 heet het bedrijf "VEB Graetz-Werk" en vanaf 4 februari 1950 "VEB Fernmeldewerk Treptow".  Op 1 juli 1953 fuseert VEB Fernmeldewerk Treptow met VEB Signalbau Berlin tot de nieuw gevormde VEB Werk für Signal- und Sicherungstechnik Berlin (WSSB).  Na de Duitse hereniging neemt Siemens AG het terrein aan de Elsenstrasse over. 

Erich en Fritz Graetz verplaatsen zich naar West-Duitsland en richten in 1948 in  Altena een nieuw bedrijf op onder de naam Graetz  KG, als opvolger van het verloren gegane familiebedrijf in Berlijn. Het bedrijf richt zich met name op de productie van radio’s en tv-toestellen. Maar ook de Petromax - een petroleum overdruklamp, ontwikkeld door Max Graetz - verkrijgt hier zijn tweede opleving. De opmerkelijke economische opleving van bedrijven in West Duitsland werd het zogenaamde Wirtschaftswunder genoemd. In 1952 wordt vanuit een  R&D groep binnen Graetz KG het bedrijf GRAETZ Strahlungsmeßtechnik GmbH opgericht. Dit om straling meet apparatuur zoals  Geigertellers te maken. Het bedrijf bestaat in 2024 nog steeds en is nog steeds gevestigd in Altena.
In 1961 wordt dit bedrijf eigendom van Standard Elektrik Lorenz (SEL) AG (op dat moment onderdeel van de  ITT groep) en sinds 1987 eigendom van het Finse  Nokia concern.

## Zie ook

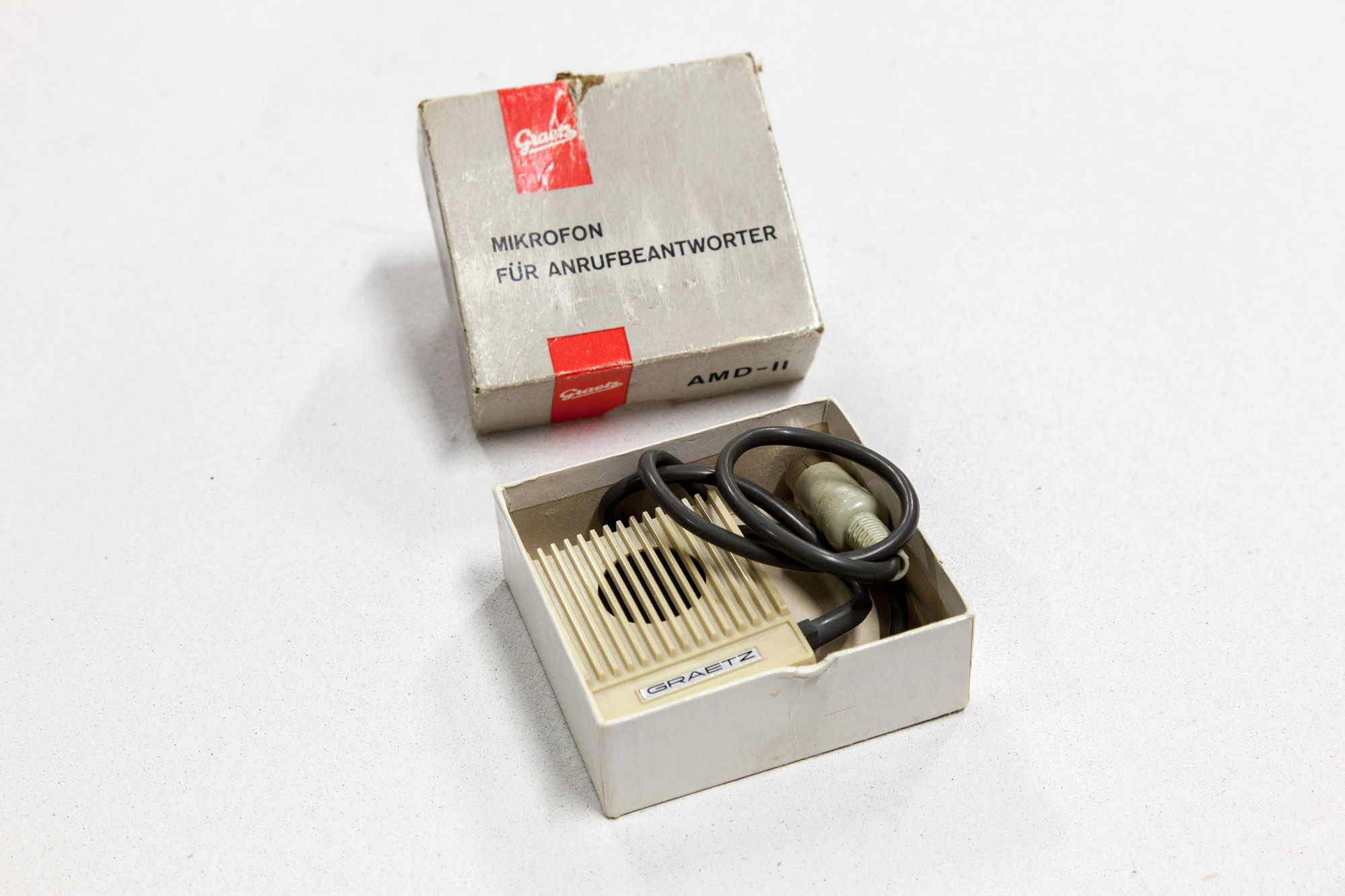
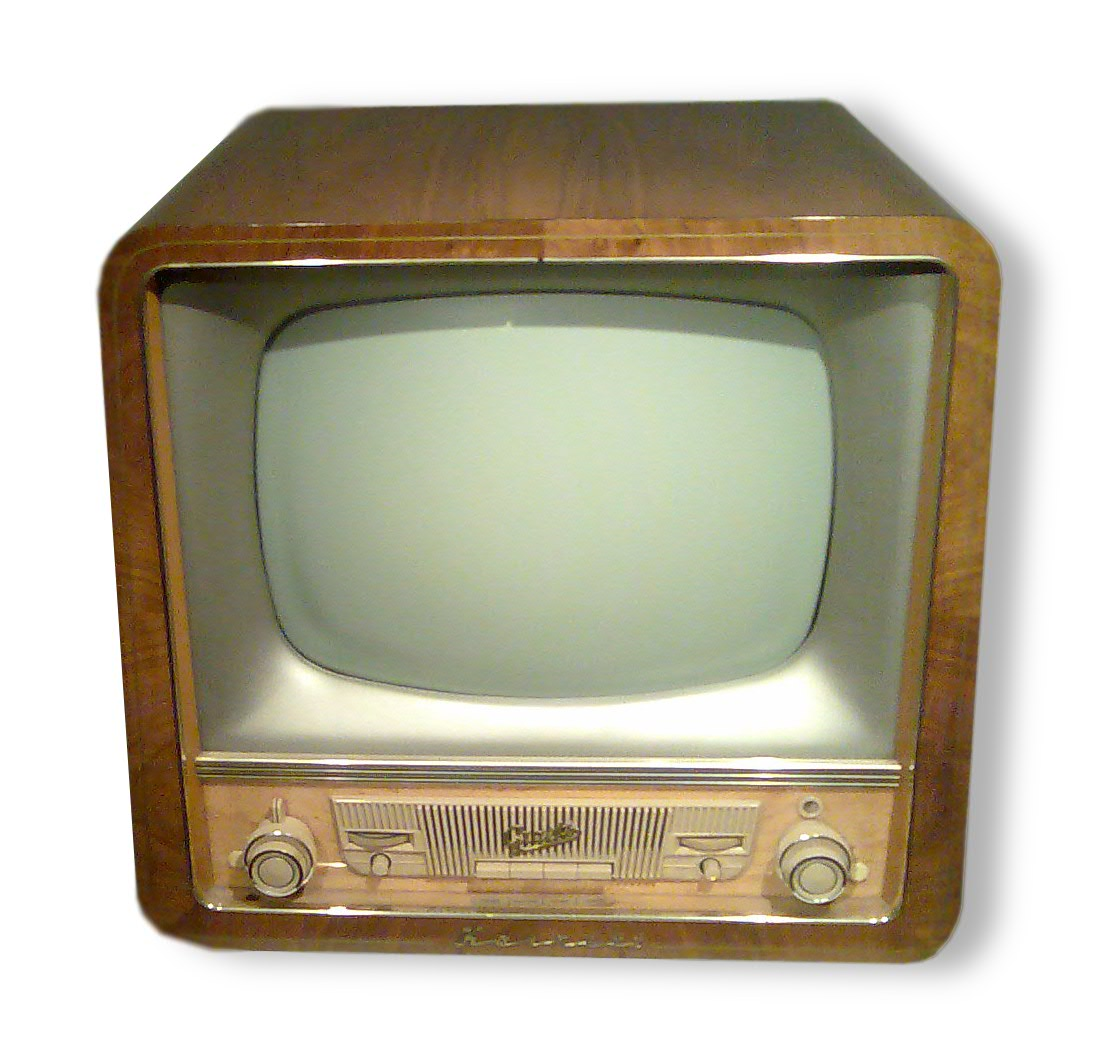
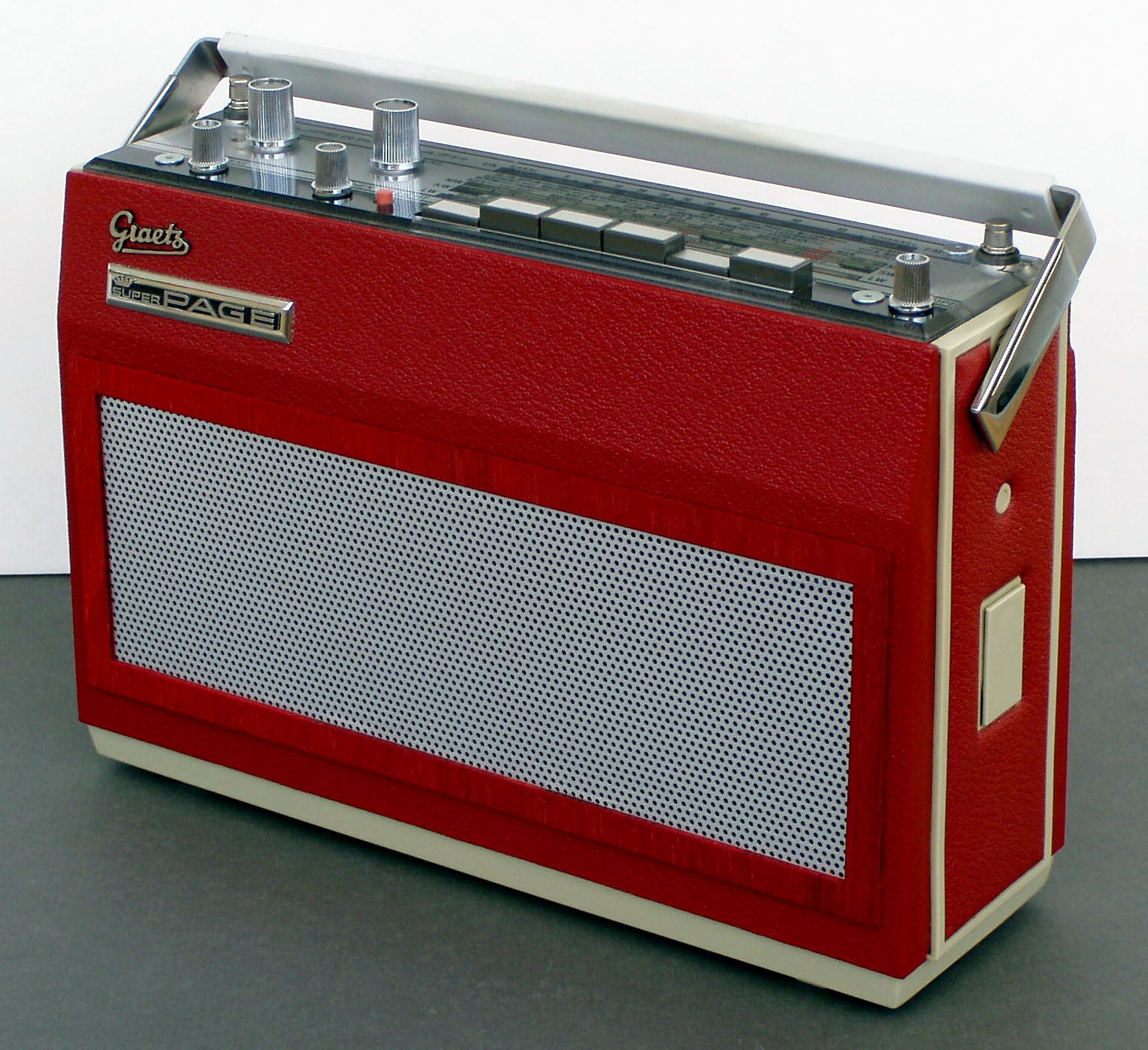
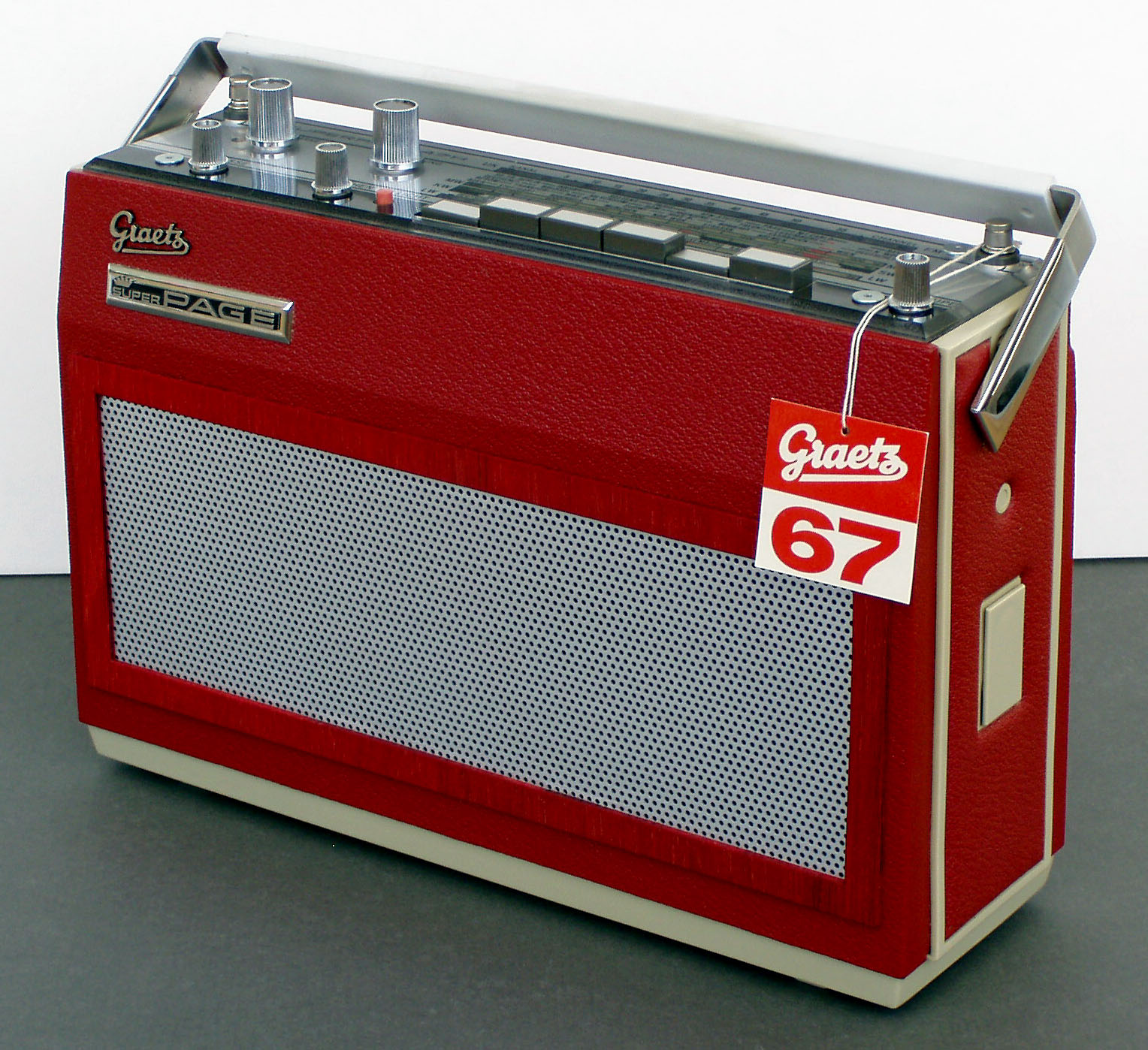